# Жданов, Андрей Михайлович
Андрей Михайлович Жданов (род. 3 января 1956 года, Москва, СССР) — российский научный деятель, врач-кардиолог, доктор медицинских наук, профессор. Работал в Институте им. Вишневского в 1983—2011 гг.

## Биография
Родился 3 января 1956 года в Москве в семье Михаила Егоровича Жданова, заведующего кафедрой общественных наук высшей школы МВД и врача-педиатра Ждановой Анны Васильевны.
В 1979 году окончил Второй Московский государственный медицинский институт им. Н. И. Пирогова по специальности лечебное дело.
В 1982 году поступил в аспирантуру Института клинической кардиологии им. А. Л. Мясникова, защитил кандидатскую диссертацию.
С 1990 года руководит Московским городским центром электрокардиостимуляции в системе Комитете здравоохранения г. Москвы.
В 1992 году стал руководителем отделения хирургического лечения сложных нарушений ритма сердца и электрокардиостимуляции Института им. Вишневского.
В 1995 году защитил докторскую диссертацию.
В 1998 году стал профессором.
В течение 12 лет (с 1991 по 2003 годы) являлся представителем РФ в международной организации «Европейская рабочая группа по кардиостимуляции», активно участвовал в её работе.

## Научная деятельность
Андрей Михайлович Жданов является автором 176 научных работ и 3 изобретений. Основное направление исследований ученого проблема исспользования электрокардиостимуляции и трансвенозной электродеструкции в лечении бради- и тахисистолических нарушений ритма сердца.
Разработал и внедрил в клиническую практику новые чреспищеводные и радиочастотные кардиостимуляторы, позволяющие повысить эффективность оказания помощи больным.
Также он разработал ряд методик неинвазивного электрофизиологического исследования с использованием чреспищеводной и радиочастотной программированной кардиостимуляции, значительно повышающих информативность обследования пациентов; исследовал возможности использования частотоадаптирующих кардиостимуляторов с различными видами сенсоров у больных с хронотропной недостаточностью функции синусового узла, выявил основные достоинства и недостатки изученных сенсорных датчиков; всесторонне проанализировал опыт использования трансвенозной электродеструкции проводящих путей сердца у больных с тахисистолическими нарушениями ритма сердца.
Являясь профессором, руководил выполнением и защитой 12 диссертаций на соискание ученой степени кандидата медицинских наук и 1 на соискание доктора медицинских наук.

## Награды
- Премия Мэрии Москвы, за научно-практическую работу «Лечение нарушений ритма сердца методом электрической стимуляции».
- Медаль ордена «За заслуги перед Отечеством» II степени, за заслуги в области развития медицинской науки и практического здравоохранения.[5]

## Личная жизнь
Жена Жданова Елена Александровна, врач-аллерголог. Дочь Анна погибла в автокатастрофе, два сына учатся в школе.
Увлекается мотоспортом, фотографией, дайвингом.